# Claire van der Boom
Claire van der Boom es una actriz australiana, conocida por haber interpretado a Grace Barry en la serie Rush y a Rachel Edwards en Hawaii Five-O.

## Biografía
Claire es hija de Piet, es de ascendencia neerlandesa. 
En 2005 se graduó de la prestigiosa escuela National Institute of Dramatic Art ("NIDA") .
Era amiga del ahora fallecido actor Mark Priestley.

## Carrera
En 2008 obtuvo su primer papel como protagonista en la película The Square, donde interpretó a Carla Smith, una peluquera infelizmente casada quien decide robarle a su marido, Greg, un delincuente de poca monta y huir con su vecino y amante Raymond Yale (David Roberts). Originalmente el papel de Carla era para la actriz Rose Byrne y Claire había audicionado para un papel de apoyo. Sin embargo, debido a retrasos de la producción, Rose ya no estaba disponible y el director Nash Edgerton llamó a Claire para sustituirla.
Ese mismo año se unió al elenco de la serie policiaca Rush, donde interpretó a la oficial Grace Reid-Barry, sin embargo su personaje murió en el hospital por hemorragia, después de que explotara una bomba durante una operación. Originalmente el oficial Dominic "Dom" Wales, interpretado por el actor Josef Ber, iba a ser asesinado en la primera temporada; pero como Claire obtuvo la visa de residencia que había solicitado en los Estados Unidos, pidió salir de la serie y su personaje fue asesinado en vez del de Dominic.
En 2010 apareció en la miniserie The Pacific donde interpretó a Stella, una joven griega-australiana que seduce al infante de marina estadounidense Robert Leckie (James Badge Dale), cuando este es enviado a Melbourne para recuperarse de los horrores de la guerra en Guadalcanal. La miniserie fue producida por Steven Spielberg y Tom Hanks.
También apareció en la película Red Hill, donde interpretó a Alice Cooper, la esposa embarazada del joven policía Shane Cooper, interpretado por Ryan Kwanten. 
Ese mismo apareció se unió como personaje recurrente en la serie norteamericana Hawaii Five-O donde ínterpreta a Rachel Edwards, la exesposa británica del Detective Danny "Danno" Williams (Scott Caan).
En febrero de 2011 interpretó a la criminal Clelia Vigano, la novia del criminal David McMillan en la película hecha para la televisión Underbelly Files: The Man Who Got Away.
Claire apareció en la webserie de seis partes Low Life junto a Henry Nixon y Ruby Rose.
En 2016 se unió al elenco principal de la serie Game of Silence donde interpretó a Marina Nagle, hasta finalizar la primera temporada ese mismo año, después de que la serie fuera cancelada.

## Carrera musical
En 2003 Claire grabó su voz en la canción titulada Do What You Want, producida por Jase From Outta Space; la canción fue mezclada por Infusion, Max Graham y Jacob Todd.

## Filmografía

### Series de televisión
| Año                     | Título          | Personaje         | Notas                            |
| ----------------------- | --------------- | ----------------- | -------------------------------- |
| 2017 - presente         | Pulse           | Frankie Bell      | -                                |
| 2010 - 2012, 2015, 2017 | Hawaii Five-O   | Rachel Edwards    | 10 episodios                     |
| 2016                    | Game of Silence | Marina Nagle      | 10 episodios                     |
| 2014 - 2015             | Constantine     | Anne Marie Flynn  | 2 episodios                      |
| 2014                    | Low Life        | Shelley           | 5 episodios                      |
| 2013                    | Masters of Sex  | Shirley           | episodio "Involuntary"           |
| 2011                    | City Homicide   | Juliette Gardiner | 3 episodios                      |
| 2010                    | The Pacific     | Stella            | miniserie - episodio "Melbourne" |
| 2008                    | Rush            | Grace Barry       | 12 episodios                     |
| 2008                    | East West 101   | Elvira Tadic      | episodio "Haunted by the Past"   |
| 2007                    | Love My Way     | Billie            | 7 episodios                      |

### Películas
| Año  | Título                                 | Personaje                | Notas                                                                                         |
| ---- | -------------------------------------- | ------------------------ | --------------------------------------------------------------------------------------------- |
| 2022 | Blacklight                             | Amanda                   |                                                                                               |
| 2015 | Battlecreek                            | Alison                   | junto a Paula Malcomson, Bill Skarsgård, Delroy Lindo, Toby Hemingway y Dana Powell           |
| 2015 | Chronic                                | Alice                    | junto a Tim Roth, Bitsie Tulloch, Sarah Sutherland, David Dastmalchian y Michael Cristofer    |
| 2015 | Dear Eleanor                           | Caroline Potter          | junto a Jessica Alba, Josh Lucas, Luke Wilson, Paul Johansson y Isabelle Fuhrman              |
| 2014 | A Year and Change                      | Vera                     | junto a Bryan Greenberg, T.R. Knight, Marshall Allman, Jamie Hector, Kat Foster y Jamie Chung |
| 2014 | Broke                                  | Terry                    | junto a Brendan Cowell, Max Cullen, William Zappa, Steve Bastoni y Steve Le Marquand          |
| 2014 | The Lovers                             | -                        | junto a Josh Hartnett, Tamsin Egerton, Mahesh Jadu, Alice Englert, Simone Kessell y Om Puri   |
| 2014 | Love is Now                            | Audrey                   | junto a Eamon Farren, Dustin Clare, Anna Torv, Chris Haywood y Rodger Corser                  |
| 2014 | Ruth & Alex                            | Joven Ruth               | junto a Morgan Freeman, Diane Keaton, Carrie Preston, Cynthia Nixon y Alysia Reiner           |
| 2013 | The 34th Battalion                     | Simone                   | junto a Emilie de Ravin, Vinnie Jones, Luke Hemsworth, Stephen Lang y Vince Colosimo          |
| 2013 | Record                                 | Sophie                   | corto - junto a Damon Herriman y Darrien Skylar                                               |
| 2012 | Beneath the Sheets                     | Evelyn                   | corto - junto a Noah Bean, Reshma Shetty y Yuval Boim                                         |
| 2011 | Engine Block                           | Dawn                     | corto - junto a Bill Hoffman                                                                  |
| 2011 | Underbelly Files: The Man Who Got Away | Clelia Vigano            | junto a Toby Schmitz, Freya Stafford y Brendan Cowell                                         |
| 2010 | Tough Trade                            | Billie Tucker            | junto a Boyd Holbrook                                                                         |
| 2010 | Sisters of War                         | Hermana Berenice Twohill | junto a Susie Porter, Sarah Snook y Gerald Lepkowski                                          |
| 2010 | Red Hill                               | Alice Cooper             | junto a Ryan Kwanten, Steve Bisley y Tommy Lewis                                              |
| 2010 | Baby Cake                              | Ruby                     | corto                                                                                         |
| 2008 | The Square                             | Carla Smith              | junto a Anthony Hayes, Hanna Mangan Lawrence y Joel Edgerton                                  |
| 2007 | Katoomba                               | Annie                    | corto - junto a Ewen Leslie, Emma Lung, Anthony Phelan y Kieran Darcy-Smith                   |
| 2005 | Reflections                            | Kate                     | corto                                                                                         |
| 2003 | The Shark Net                          | -                        | -                                                                                             |

### Teatro
| Año  | Obra                            | Personaje | Director (a)  | Teatro          | Notas                                                              |
| ---- | ------------------------------- | --------- | ------------- | --------------- | ------------------------------------------------------------------ |
| 2006 | The Cold Child (Das Kalte Kind) | -         | Anthony Skuse | Stables Theatre | junto a Helen Christinson, Diana McLean, Guy Edmonds y Ryan Gibson |

## Premios y nominaciones
| Año  | Categoría                           | Premio                                                        | Serie/Película | Resultado |
| ---- | ----------------------------------- | ------------------------------------------------------------- | -------------- | --------- |
| 2011 | Cosmopolitan’s Fun, Fearless Female | Cosmopolitan’s Fun, Fearless Female Award                     | -              | Nominada  |
| 2011 | Most Outstanding Actress            | Silver Logie Award                                            | Sisters Of War | Ganadora  |
| 2010 | Favourite TV Actress                | Australian Cosmopolitan Fun Fearless Female Of The Year Award | -              | Nominada  |
| 2009 | Most Outstanding Actress            | Silver Logie Award                                            | Rush           | Nominada  |